# Ács Ferenc (tanár)
Ács Ferenc (Tata, 1846. december 10. - Kürt, 1917. január 3.) teológiai tanár, költő, római katolikus pap.

## Élete
A gimnáziumot Kecskeméten és Pesten, a teológiát Esztergomban végezte. 1870-ben szentelték fel, előbb Perbetén lett káplán. 1875-től az esztergomi szeminárium tanára volt. 1880-tól nyitraegerszegi, 1894-től haláláig kürti plébános, 1897-től helyettes-, 1898-1908 között valóságos esperes. 
Verseket és tárcákat írt.
Nyitraegerszegen nagy szerepe volt az első Nyitra vármegyei községi hitelszövetkezet megalapításában 1894-ben. A Királyi Magyar Természettudományi Társulat tagja volt.

## Művei
- 1894 Községi hitelszövetkezetek. Budapesti Hírlap 14/283, 10-11. (október 13.)